# Bodo-Maria Erhard

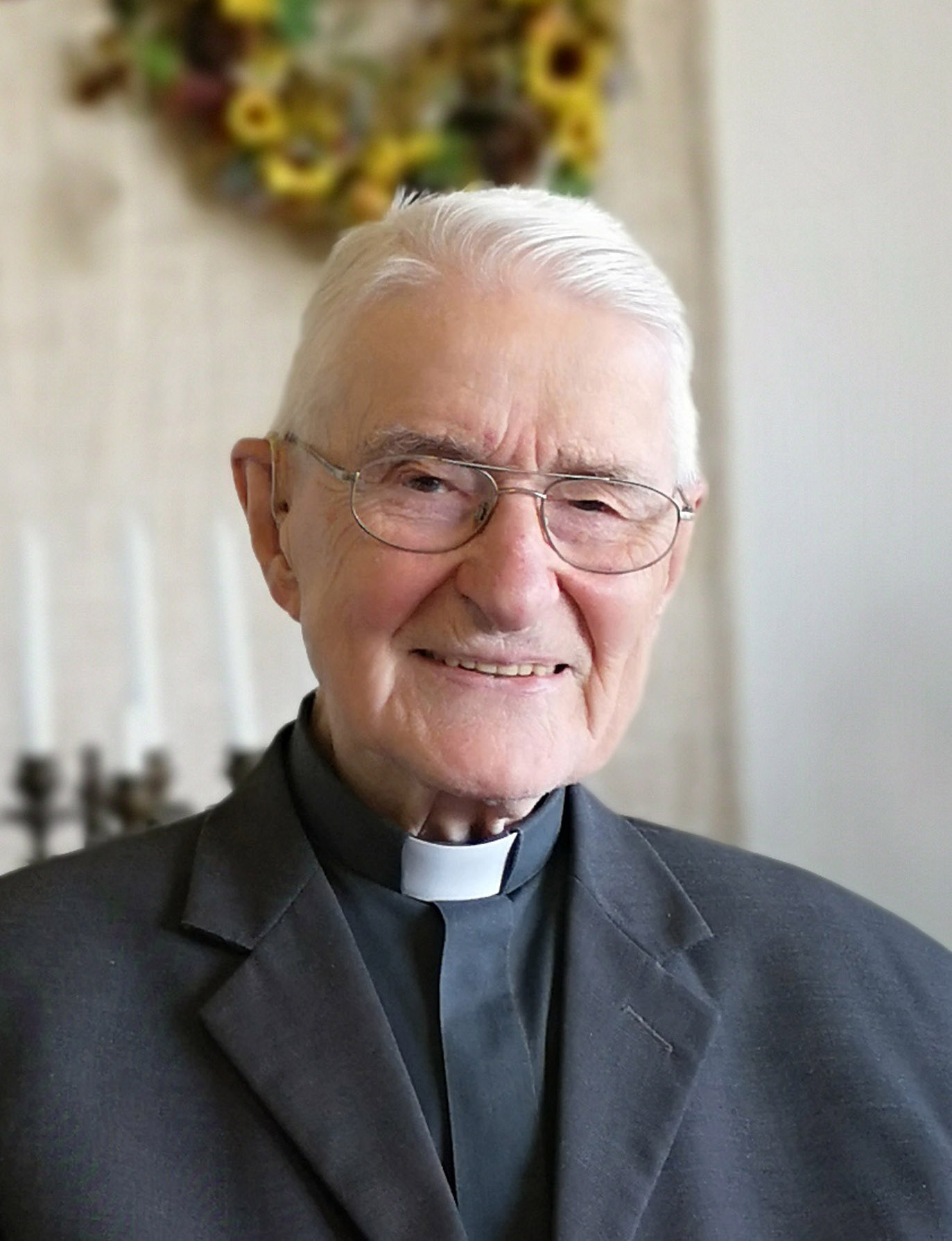
Bodo-Maria Erhard (2019)

Bodo-Maria Erhard ISch (* 5. April 1924 in Bad Schwalbach; † 13. Dezember 2020 in Schönstatt bei Vallendar) war ein deutscher Physiker, römisch-katholischer Geistlicher und Schönstattpater. Er war von 1968 bis 1974 Generalsuperior des Säkularinstituts der Schönstatt-Patres und damit zugleich Vorsitzender des Generalpräsidiums der internationalen Schönstattbewegung.

## Leben
Bodo-Maria Erhard, eines von sechs Kindern eines Rechtsanwaltes, studierte nach Kriegsende Physik an der Technischen Hochschule Darmstadt. Er engagierte sich in der damaligen Katholischen Studentengemeinde (KSG) und wurde auch Mitglied der Gruppe Michael, die die KDStV Nassovia Darmstadt, eine 1896 gegründete und 1936 zwangsaufgelöste katholische Studentenverbindung 1949 auf Schloss Baldeney wieder begründete. Erhard war seit 1946 Mitglied der CV-Studentenverbindung. Nach dem Physikstudium war er als Ingenieur bei Siemens tätig.
1957 nahm Erhard ein Theologiestudium im Erzbistum München und Freising auf. 1959 entschied er sich für die Beteiligung an der Gründung der Schönstatt-Patres an Stelle des Weges als Diözesanpriester. 1961 schloss er sein Studium in München ab. Am 8. September 1964 spendete ihm der Erzbischof von La Plata, Antonio José Plaza, die Priesterweihe. Anschließend war er weltweit für die Schönstattbewegung unterwegs. 1965 begleitete er Josef Kentenich, den Gründer der internationalen Schönstattbewegung, zum Zweiten Vatikanischen Konzil nach Rom.
Von 1968 bis 1974 war Bodo-Maria Erhard Generaloberer des Säkularinstituts der Schönstatt-Patres und damit zugleich Vorsitzender des Generalpräsidiums der internationalen Schönstattbewegung.
Er lebte zuletzt auf dem Berg Sion in Schönstatt bei Vallendar. Erhard galt als Experte für Leben und Werk von Josef Kentenich, dem Gründer der internationalen Schönstattbewegung.